# بشير يلس
 بشير يلس (12 سبتمبر 1921 - 16 أغسطس 2022)، هو فنان ورسام جزائري من تلمسان. يعد أحد أهم الرسامين المعاصرين الجزائريين، وهو أول مدير للمدرسة الوطنية للفنون الجميلة. شارك بشكل كبير في تصميم مقام الشهيد.

## السيرة الذاتية
ولد يليس في تلمسان في 12 سبتمبر 1921. درس في مدرسة الفنون الجميلة بالجزائر العاصمة (1943- 1947) ثم مدرسة الفنون الجميلة في باريس (1947- 1950). شغل منصب مدير المدرسة العليا للفنون الجميلة في الجزائر بين عامي 1960 و 1980. استخدم في أعماله الموضوعات المحلية ولكنه جرب أيضًا التكعيبية والتعبيرية والحوشية. توفي في الجزائر العاصمة في 16 أغسطس 2022.

## اللوحات

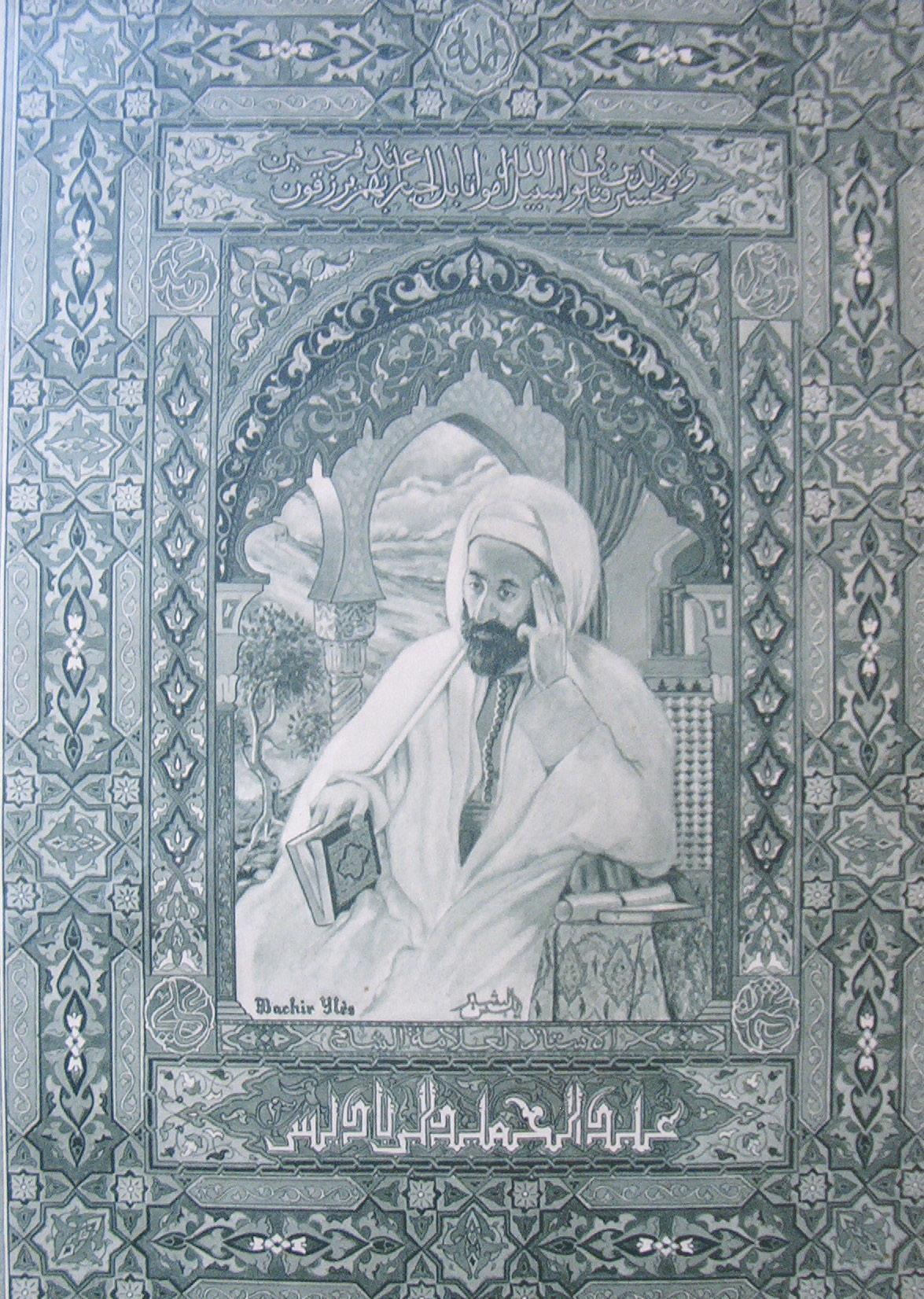
بن باديس (1946)
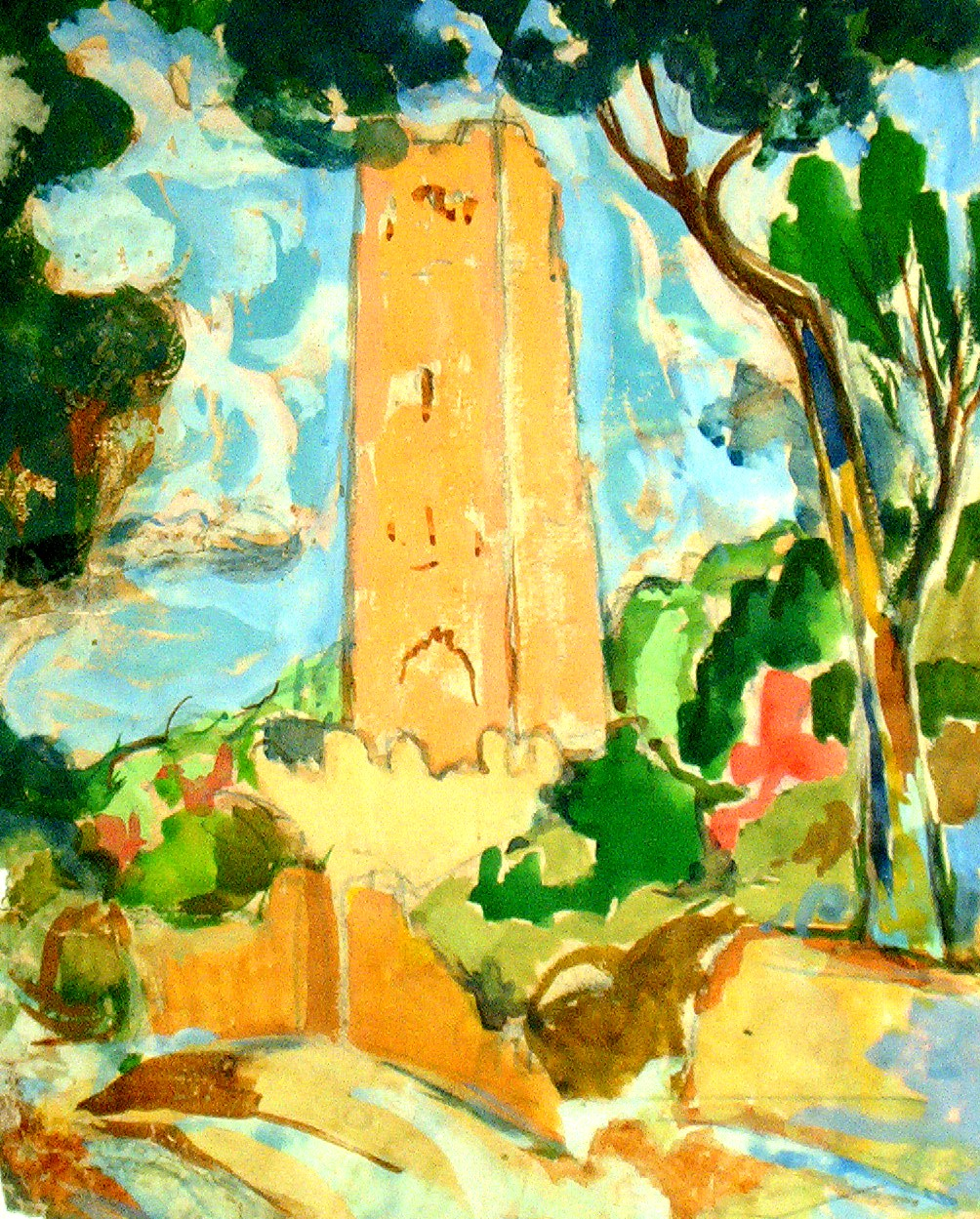
منصورة (1947)
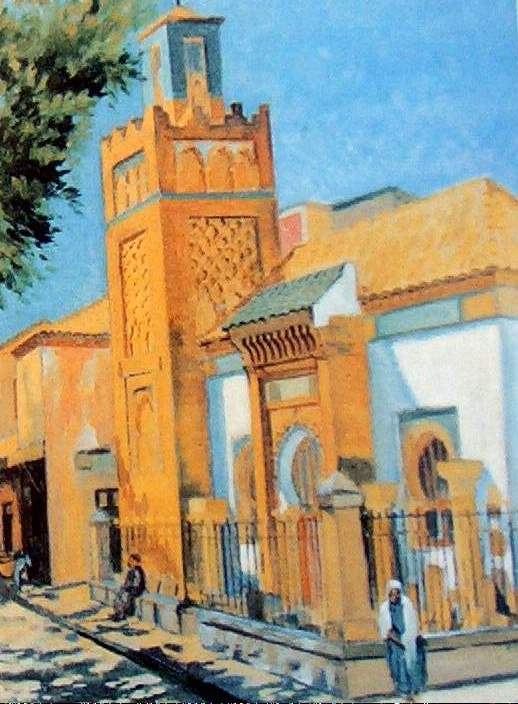
'متحف تلمسان' (1947)
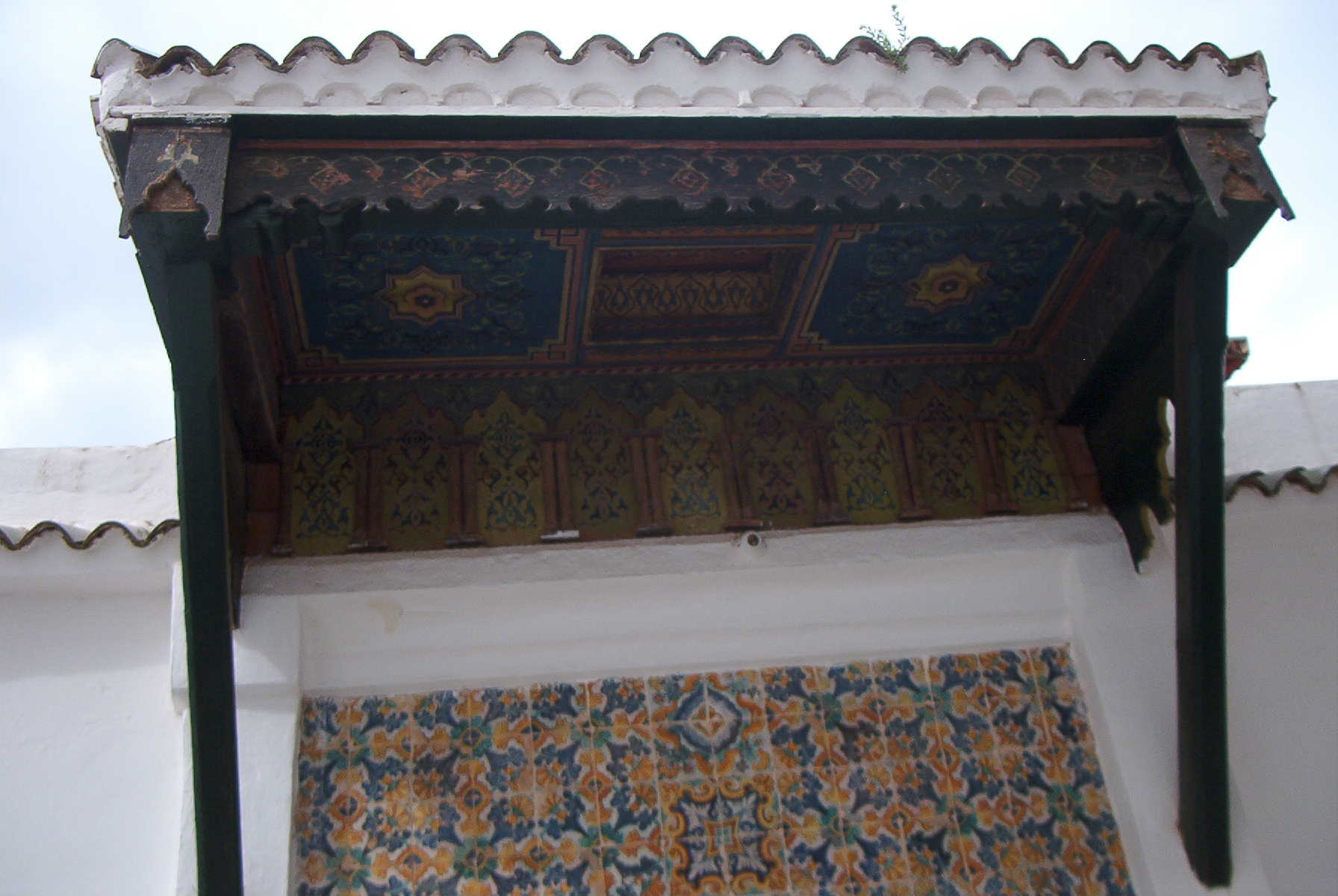
في سيدي بومدين، الرسم على الخشب (1951)
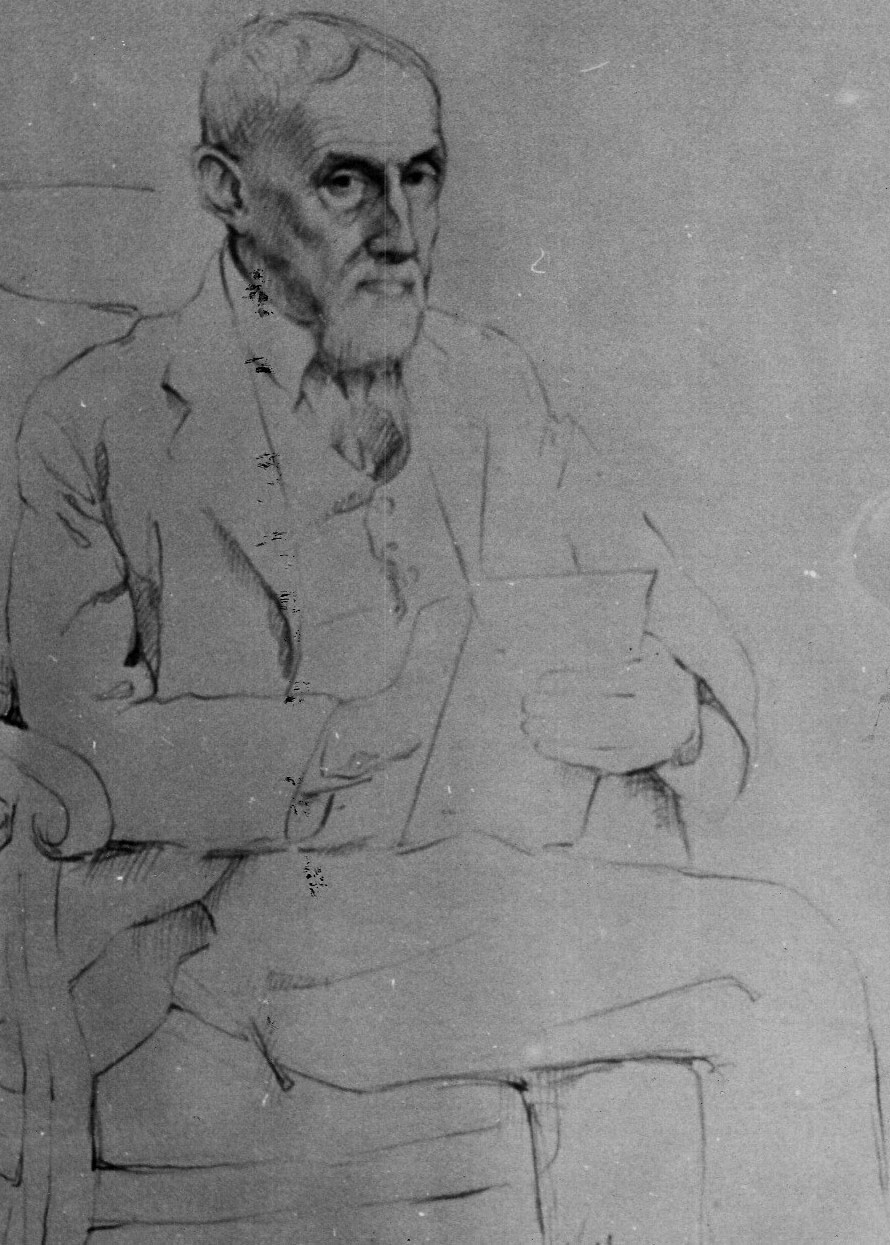
جورج مارصي (1952)
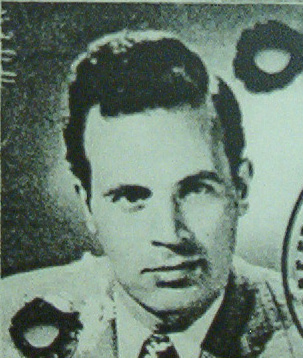
Bachir Yellès l'année de son séjour à la Casa de Velazquez (1953)
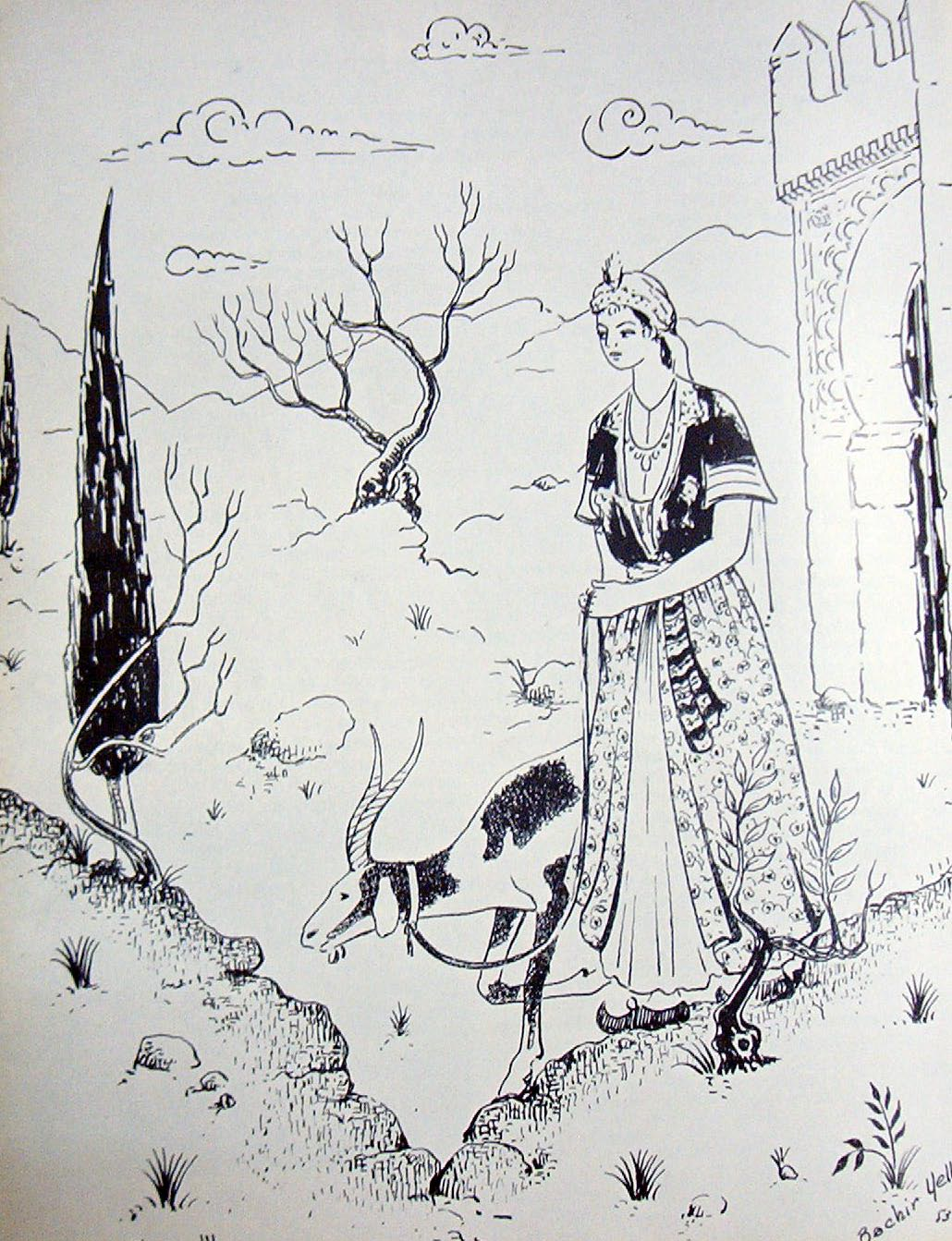
لالة ستي (1954)
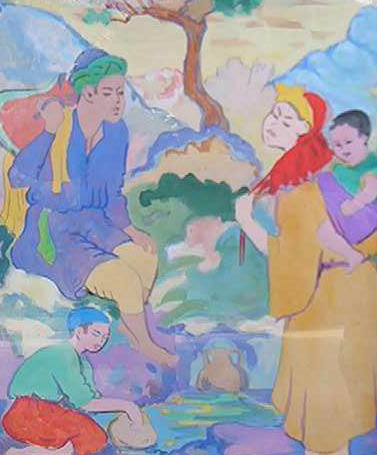
في المنبع (1962)
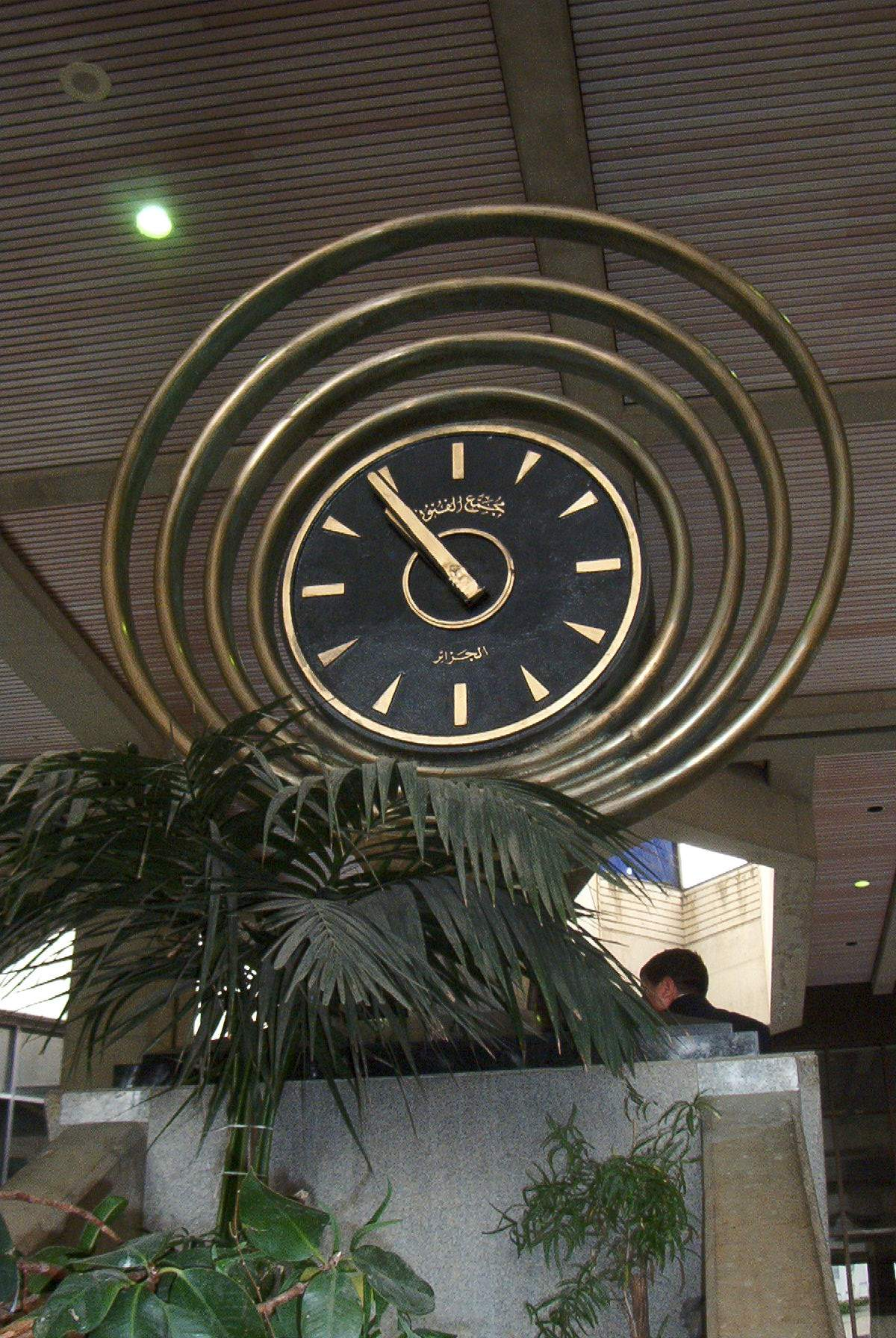
Horloge de Riadh El Feth (1981)
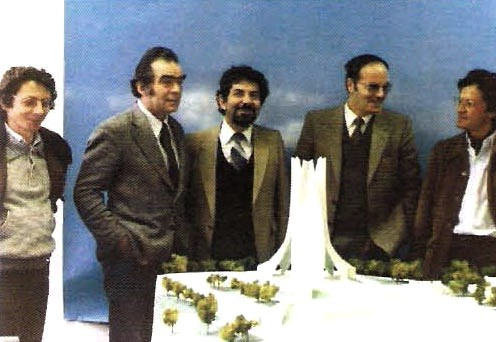
مع طاقم لافالان قرب مجسم مقام الشهيد (1981)
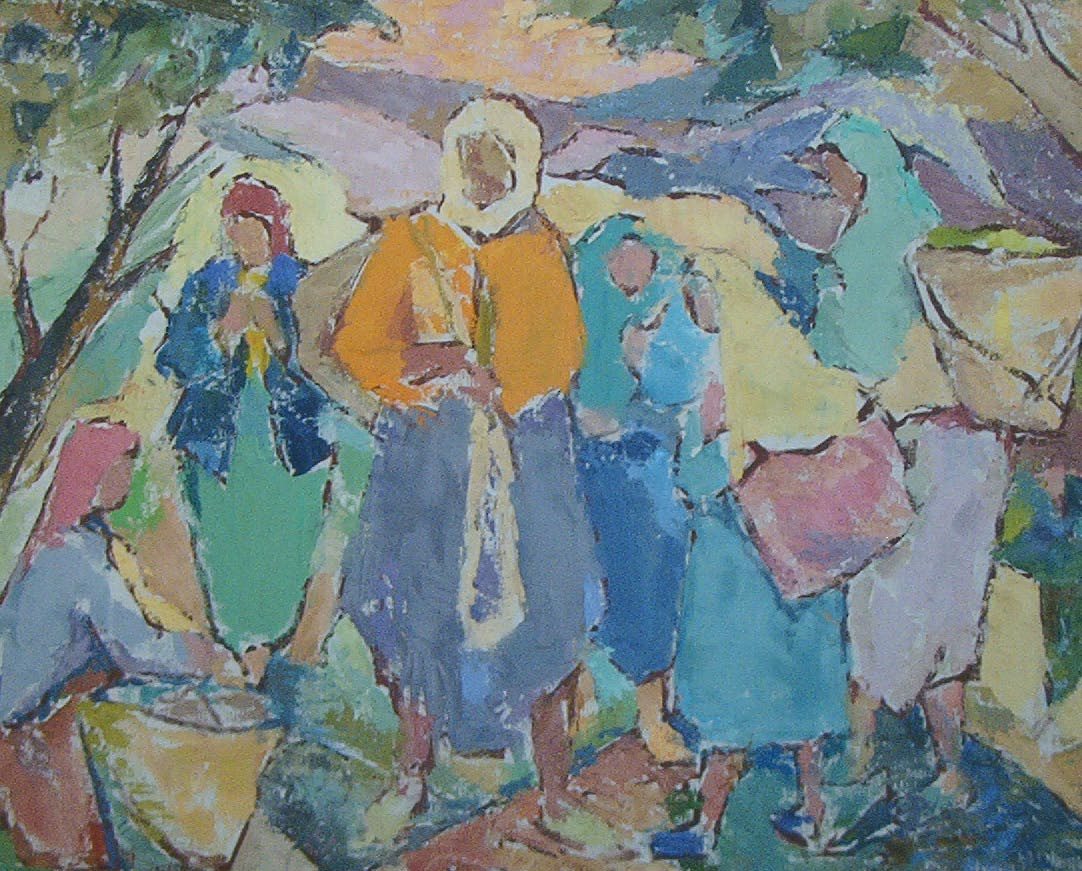
مناظر من الريف (2005)
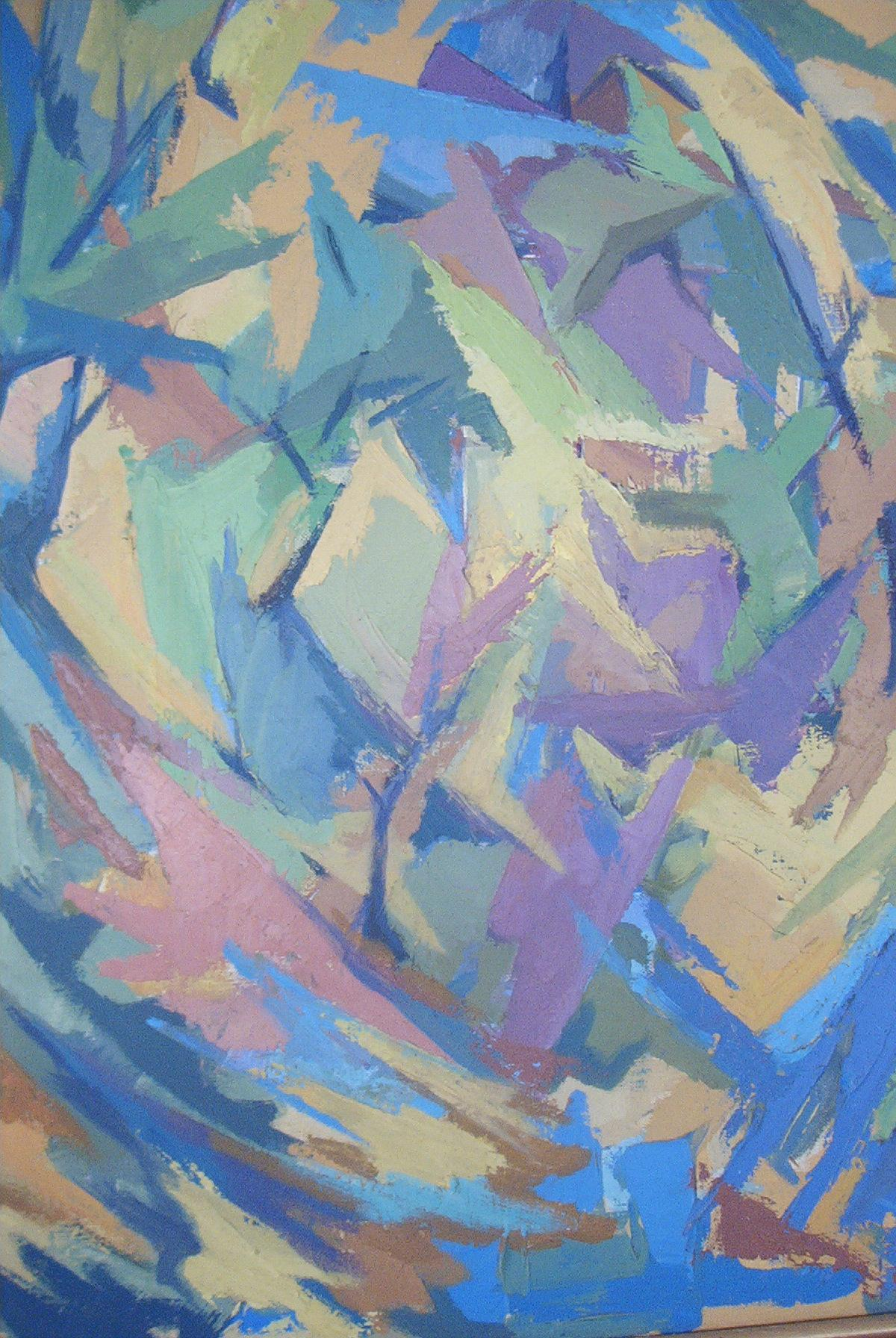
منظر طبيعي
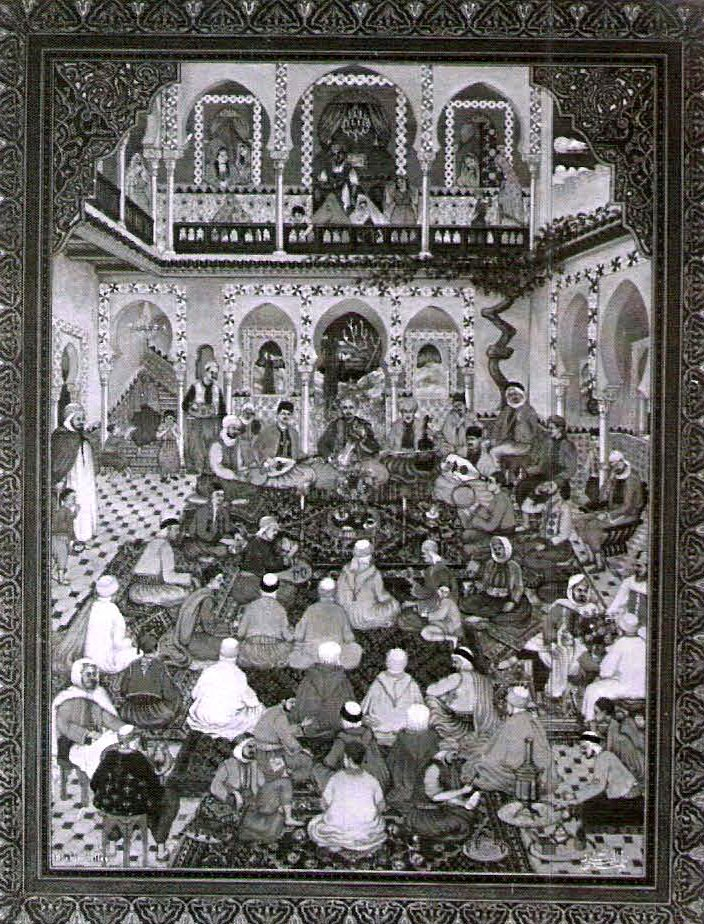
عرس بتلمسان (1944)
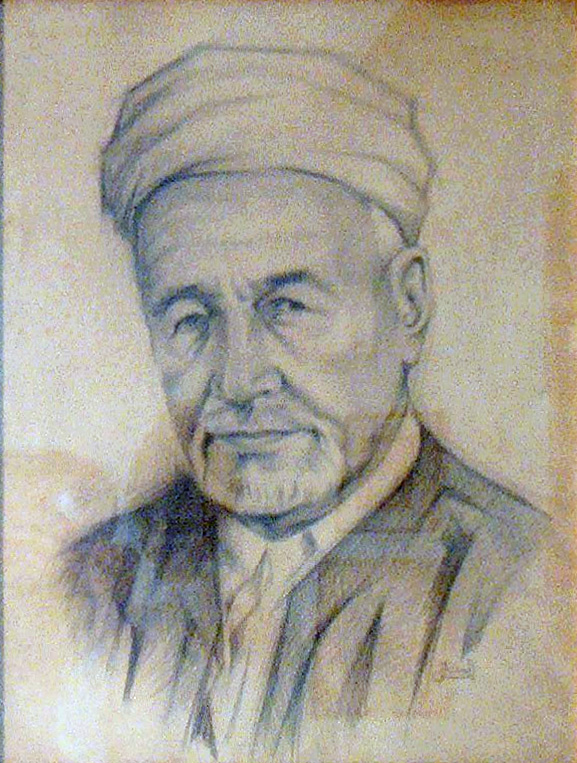
بشير الإبراهيمي (1975)